# Severance (TV-serie)
Severance är en amerikansk psykologisk thrillerserie som hade premiär den 18 februari 2022 på Apple TV+, skapad av Dan Erickson. Seriens andra säsong hade premiär den 17 januari 2025.

## Handling
Serien kretsar kring Mark Scout som leder ett team på Lumon Industries, vars anställda frivilligt genomgått ett kirurgiskt ingrepp som gör att deras minnen delas upp mellan arbete och privatliv.

## Rollista (i urval)
- Adam Scott – Mark Scout
- Zach Cherry – Dylan George
- Britt Lower – Helly Riggs
- Tramell Tillman – Seth Milchick
- Jen Tullock – Devon Scout-Hale
- Dichen Lachman – Ms. Casey
- Michael Chernus – Ricken Hale
- John Turturro – Irving Bailiff
- Christopher Walken – Burt Goodman
- Patricia Arquette – Harmony Cobel
- Gwendoline Christie – Lorne